# جورج كوكس (سياسي أسترالي)
جورج كوكس (بالإنجليزية: George Cox)‏ هو سياسي أسترالي، ولد في 29 ديسمبر 1931. حزبياً، نشط في الحزب الليبرالي الأسترالي. وقد انتخب عضو المجلس التشريعي الفيكتوري وانتخب عضو الجمعية التشريعية فيكتوريا.